# 인도네시아 고속철도
인도네시아 고속철도(인도네시아어: Kereta kecepatan tinggi di Indonesia)는 인도네시아의 최대 도시 자카르타와 제3의 도시 반둥을 연결하는 143km의 단일 고속철도망인 후시(Whoosh)를 칭한다. 동남아시아의 첫 고속열차로, 인니와 중국의 양국 합자회사인 인도네시아·중국고속철도회사(KCIC)가 운영한다. 2023년 10월 17일 공식 운행을 개시하였다.

## 개발
인도네시아의 고속철도(HSR) 개념은 2008년 처음 본격 논의되기 시작하였다.
일본과 중국은 이 고속철도 프로젝트에 관심을 표명하였고, 양국 모두 아시아 인프라 프로젝트 입찰에서 경쟁을 벌였다. 일본의 경우, 일본 국제협력기구(JICA)에서 730 km (450 mi) 노선에 대한 연구를 발표하기도 하였다.
일본은 2008년부터 신칸센 고속철도 기술을 인도네시아로 수출하는 계획을 수립해 왔다. 2008년 11월, 인도네시아-일본 우호 축제에서 일본은 인도네시아 관객들에게 신칸센 기술을 선보이기도 하였다. 2015년 3월 26일, 조코 위도도 대통령은 중국 베이징을 방문하여 시진핑 국가주석을 만났다. 시진핑은 인도네시아 고속철도 프로젝트에 대한 지원을 공개적으로 발표하였고 양국은 자카르타-반둥 노선에 대한 중국의 관심을 명시한 각서에 서명하였다. 같은 해 4월 중국은 인도네시아 고속철도 프로젝트에 입찰서를 제출하였고 이후 사업권을 획득하였다.
2016년, 인도네시아 4개 국영기업과 중국철도공사가 출자한 합작회사 KCIC가 2019년 완공을 목표로 50억 달러(약 6조 7000억 원)을 들여 착공하였다.

### 일대일로
고속철 사업에는 중국의 일대일로 사업의 일환으로 중국 자본과 기술이 투입되었다. 사업비의 3/4는 중국 국가개발은행이 40년 만기 연 2% 금리로 대출을, 나머지는 KCIC가 감당키로 하였다. 사업비는 본래 66조 7천억 루피아(약 5조 8,600억원)로 예정되어 있었으나 일련의 사유로 113조 루피아(약 9조 9,300억원)가 됨에 따라, 증액된 비용의 25%는 KCIC 증자로, 75%를 중국 국가개발은행 대출로 충당하였다.

## 개요
열차의 이름은 '후시'(Whoosh)로, 최고 시속 350㎞으로 설계된 열차의 질주하는 소리를 본떠 지어졌다. 2024년 12월 기준, 총 연장은 142.3㎞으로, 자카르타와 반둥을 연결한다. 두 도시 이동 시간이 자동차로는 3시간 정도가 소요되나 후시는 약 46분 만에 주파한다.
티켓 가격은 좌석 등급에 따라 편도 기준 25만∼35만 루피아(약 22,000∼31,000원)이다. 열차는 중국고속철도의 CR400를 사용한다.

## 역
| 역명                 | 거리      | 위치                | 좌표                                                              | 비고 |
| -------------------- | --------- | ------------------- | ----------------------------------------------------------------- | ---- |
| 할림 Halim           | 0.00 km   | 자카르타 동자카르타 | 남위 6° 14′ 44″ 동경 106° 53′ 4″ / 남위 6.24556° 동경 106.88444°  |      |
| 카라왕 Karawang      | 41.17 km  | 서자바주 카라왕     | 남위 6° 21′ 53″ 동경 107° 13′ 9″ / 남위 6.36472° 동경 107.21917°  |      |
| 파달라랑 Padalarang  | 97.22 km  | 서자바주            | 남위 6° 50′ 31″ 동경 107° 29′ 47″ / 남위 6.84194° 동경 107.49639° |      |
| 테갈루아르 Tegalluar | 142.80 km | 서자바주            | 남위 6° 57′ 49″ 동경 107° 42′ 54″ / 남위 6.96361° 동경 107.71500° |      |

## 같이 보기
- 남북고속철도 (베트남)